# (14024) Procol Harum
(14024) Procol Harum ist ein Asteroid des Hauptgürtels, der am 9. September 1994 von den italienischen Amateurastronomen Piero Sicoli und Pierangelo Ghezzi am Osservatorio Astronomico Sormano (Sternwarten-Code 587) nahe der Ortschaft Sormano in der Provinz Como entdeckt wurde.
Der Asteroid wurde am 14. Juni 2003 nach der 1967 gegründeten britischen Rockband Procol Harum benannt, deren im selben Jahr erschienener Song A Whiter Shade of Pale zu einem der größten Erfolge der Formation wurde.